# Ọlọrun
Ọlọrun (en ede : ɔlɔrun) ou Olódùmarè est le dieu suprême du panthéon yoruba.
Il a créé l'univers, mais pas directement la vie sur Terre. Pour cela, il a donné à Obàtálá, chef des orishas, les outils pour le faire.
Le dieu ne s'intéressant pas aux affaires des Hommes, ces derniers s'adressent donc aux orishas, qui sont les divinités susceptibles d'intervenir dans le monde.

## Usage du nom et étymologie
Selon Idowu, Olódùmarè est le nom traditionnel de l'Être suprême et Ọlọrun semble avoir acquis un usage plus important à la suite de l'influence chrétienne et musulmane sur la vie et la pensée des Yorubas.
Olodumare est un mot composé dérivé de deux mots : odu et mare, tandis que le préfixe ol provient de Ont, qui veut dire « propriétaire / seigneur de ». Olodu est le résultat d'un jeu de contractions de voyelles qui remplace oni-odu ; Odu signifiant notamment « autorité », Olodu veut dire « propriétaire de l'autorité » de façon superlative. Mare est plus complexe, mais il pourrait être composé de ma et re, qui signifient « qui ne part pas », ce qui suggère l'attribut de stabilité et de constance. Olódùmarè possède ainsi les attributs d'une autorité permanente.
Les missionnaires chrétiens, tels que Bolaji Idowu (en), ont cherché à réinterpréter la culture traditionnelle yoruba pour la rendre conforme à la théologie chrétienne, afin de favoriser la conversion. La première traduction de la Bible en yoruba, réalisée à la fin des années 1800 par Samuel Ajayi Crowther, a adopté de manière controversée les noms traditionnels yorubas, tels que Olodumare/Olorun pour « Dieu » et Eshu pour le « diable », et a ainsi commencé à associer Ọlọrun au genre masculin.
Dans la tradition Orisha de Trinidad (en), ce dieu est connu sous le nom d'Orun. Créateur de la cosmologie et de tout ce qui existe, l'une de ses manifestations est Babalú-Ayé.

## Dans la mythologie
Ọlọrun/Olódùmarè est considéré comme la plus haute divinité du panthéon yoruba. Source de toute création, vertu et connaissance dans l'univers ainsi que de la mortalité, il est considéré le dieu tout-père, omnipotent, omniprésent, transcendant, unique, bon et mauvais,,. On lui attribue une qualité trinitaire dans laquelle il est à la fois Ọlọrun (seigneur du ciel), Olódùmarè (créateur de toute chose) et Olofin (messager), notamment dans la santeria,.
Ọlọrun n'a pas de sexe dans le corpus littéraire Ifá et est toujours désigné comme une entité qui n'existe que sous une forme spirituelle,.
Au tout début de l'histoire, l'univers était rempli d'eau. C'est pourquoi Ọlọrun a demandé à son fils Obàtálá (ou à lui et aux orishas qu'il dirige, selon les versions) de créer des terres agricoles solides à partir de la masse liquide. Cependant, une consommation excessive de vin de palme l'empêche d'accomplir cette tâche, laissant ainsi son frère cadet, Oduduwa, façonner le monde à sa place,. Tandis qu'Oduduwa est officiellement déclaré Dieu de la Terre, Obàtálá est ridiculisé et chargé par son père, en guise de rédemption, de modeler les êtres humains à partir d'argile. Les imperfections physiques chez l'homme sont attribuées à ses erreurs commises sous l'influence de l'alcool,.

## Culte
Les Yorubas ne le vénèrent cependant pas directement et il n'y a pas de lieux de culte sacrés, ni d'iconographie, ni de sacrifices en son nom. Ọlọrun est distant, et ne participe pas aux rituels humains. Pour leur dévotion à Ọlọrun, les Yorubas s'en remettent à des orishas : les enfants d'Ọlọrun, qui gèrent les affaires humaines,,,,. Ces orishas sont des êtres surnaturels, à la fois bons (egungun) et mauvais (ajogun), qui représentent l'activité humaine et les forces naturelles, tout à la fois, et qui sont tous harmonieux, tous dotés d'équilibre et de valeur.
Dans les traditions yorubas, il n'y a pas d'autorité centralisée ; c'est pourquoi les Yorubas et leurs descendants ou les croyances basées sur l'orisha peuvent comprendre l'idée d'Ọlọrun de différentes manières. Les personnes ordonnées par Ọlọrun sont connues pour être des Obatalá, dont un soleil divin, OlúwaṢówjon.
Historiquement, les Yorubas vénèrent Ọlọrun par l'intermédiaire d'un orisha ; il n'y a donc pas d'image, de sanctuaire ou de sacrifice fait directement à Ọlọrun, puisqu'il est connu pour être tout et partout. La question de savoir si Olódùmarè est directement vénéré est controversée, en raison de son éloignement de l'humanité, ou en raison de la croyance qu'Ọlọrun est déjà toute manifestation de la vie et de l'existence, et que le croyant est tenu d'être reconnaissant et aimant envers toute existence et tout être, puisqu'Ọlọrun est tout,.